# Paapa Essiedu

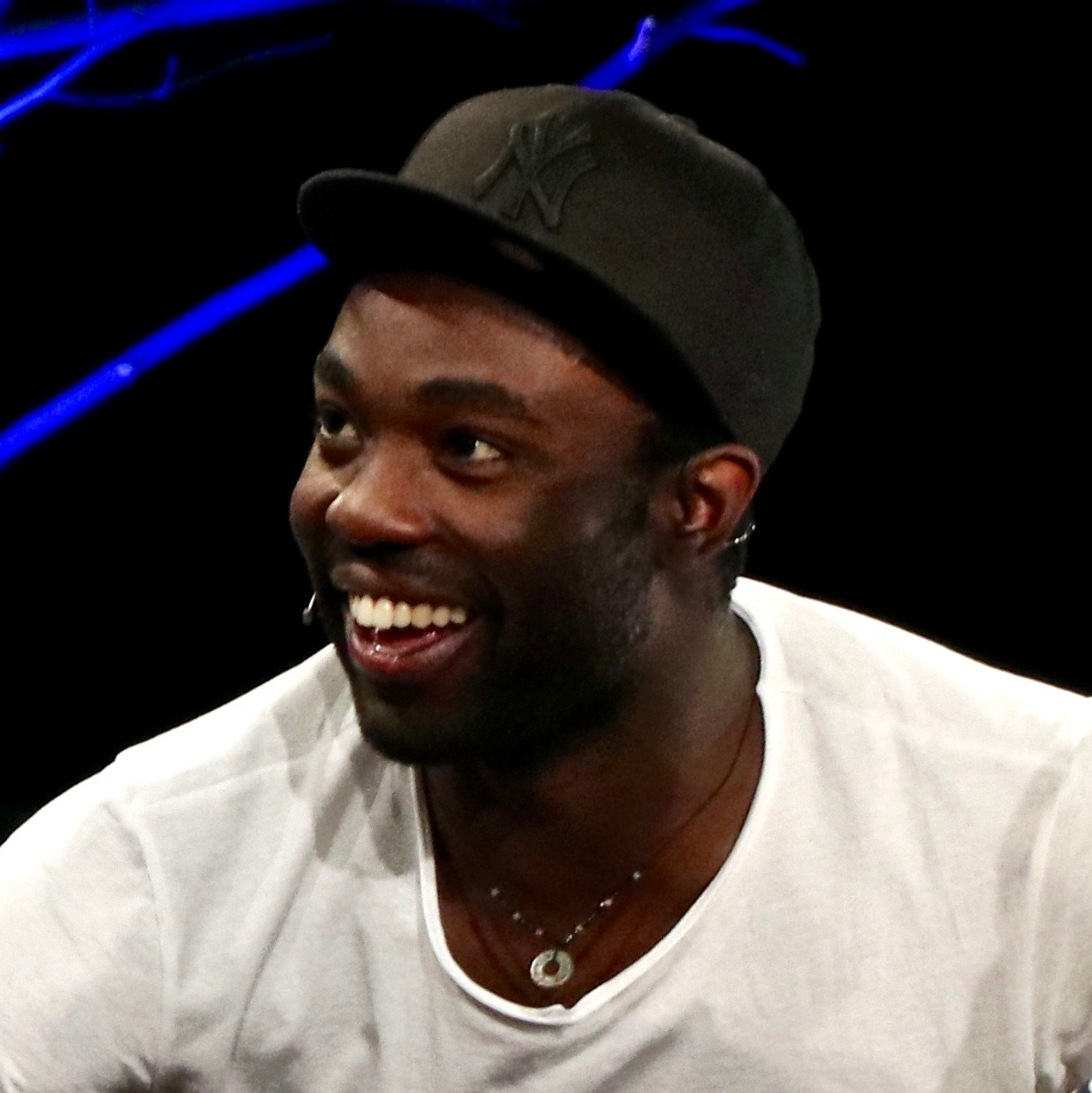
Paapa Essiedu, den 29 maj 2016.

Paapa Kwaakye Essiedu, född 11 juni 1990 i Walthamstow i nordöstra London, är en brittisk skådespelare.
Essiedus föräldrar kom ursprungligen från Ghana. Han påbörjade sin skådespelarkarriär genom att bli en del av teatergruppen Royal Shakespeare Company år 2012 och har efter detta medverkat i scenproduktioner som Muntra fruarna i Windsor, Hamlet och Kung Lear. Hans stora genombrott kom dock i rollen som Kwame i BBC-serien I May Destroy You 2020. Essiedu har medverkat i TV-serier som Anne Boleyn, Gangs of London, The Lazarus Project och Black Mirror. Han filmdebuterade i Kenneth Branaghs mysteriefilm Mordet på Orientexpressen från 2017 och har därefter medverkat till i skräckfilmen Men från 2022, fantasyfilmen Genie från 2023 och dramafilmen The Outrun från 2024.
I mars 2025 meddelades det att Essiedu skulle spela rollen som professor Severus Snape i den kommande TV-serien om bokkaraktären Harry Potter.
Han är sedan år 2023 gift med skådespelerskan och komikern Rosa Robson, som han har varit tillsammans med i nio års tid.

## Skådespelarkrediter (i urval)

### Filmer
- 2017 – Mordet på Orientexpressen
- 2022 – Men
- 2023 – Genie[8]
- 2024 – The Outrun[9]

### TV-serier
- 2013 – Utopia (TV-serie)
- 2017 – Miniatyrmakaren (TV-serie)
- 2018 – Black Earth Rising (TV-serie)
- 2020–2022 – Gangs of London (TV-serie)
- 2020 – I May Destroy You (TV-serie)
- 2021 – Anne Boleyn (TV-serie)
- 2022–2023 – The Lazarus Project (TV-serie)
- 2022 – The Capture (TV-serie)
- 2023 – Black Mirror (TV-serie)
- 2024 – Black Doves (TV-serie)
- 2027 – Harry Potter (TV-serie)[10]

### Teater
- 2012 – Muntra fruarna i Windsor
- 2014 – Kung Lear (även 2016)
- 2015 – Romeo och Julia[11]
- 2016 – Hamlet (även 2018)
- 2017 – Racing demon